# Taxpro
Die Taxpro ist eine Gewerkschaft für Beschäftigte des Inland Revenue Department in Neuseeland.

## Geschichte
Die Gewerkschaft wurde im Oktober 1996 von Mitarbeitern des Inland Revenue Department gegründet und am 4. Oktober beim New Zealand Companies Office offiziell registriert. Im Jahr 2000 wurde die Registrierung als Gewerkschaft entsprechend dem Employment Relations Act 2000 notwendig und ein Jahr später trat man dem New Zealand Council of Trade Unions Te Kauae Kaimahi bei.

## Gewerkschaft
Die Gewerkschaft hat sich zum Ziel gesetzt, für seine Mitglieder Beschäftigungsvereinbarungen mit dem Inland Revenue Department auszuhandeln und weiterzuentwickeln. Die Taxpro arbeitet mit anderen Gewerkschaften zusammen, deren Mitglieder ebenfalls beim Inland Revenue Department beschäftigt sind.